# Ankerkruis
Een ankerkruis is in de heraldiek een kruis waarvan de armen aan de uiteinden zijn gespleten (gevorkt). De uiteinden zijn naar buiten toe omgekruld en lijken daardoor op ankers. Een ankerkruis is altijd afgeleid van het kruis van sint Joris (rechtopstaand en met vier armen van gelijke lengte), tenzij expliciet anders aangegeven. Ankerkruizen komen voor als heraldische stukken op wapenschilden.

## Symboliek
Het ankerkruis herinnert aan Clemens, bisschop van Rome. Hij werd, gebonden aan een anker, in zee geworpen. Het kruis is een symbool voor de christelijke hoop.

## Voorbeelden

Ankerkruis of Muurkruis (voorbeeld)
Het wapen van Oegstgeest
Het vroegere wapen van Steenwijkerwold van 1899
Het wapen van Wezembeek-Oppem

adelaar · Agnus Dei · alliantiewapen · andreaskruis · ankerkruis · armoriaal · baldakijn · barensteel · bezant · Bourgondisch kruis · brisure · cartouche · centaur · cordelière · dekkleed · dorpsvlag · dorpswapen· drieberg · dubbelkoppige adelaar · dwarsbalk · fleur de lis · fleuron · Friese adelaar · gaande leeuw · gecarteleerd · Gelderse leeuw · gepaald · gravenkroon · groot wapen · griffioen · hartschild · helmkroon · helmteken · heraldische kleur · herautstuk · hermelijn · hoed · Hollandse tuin · huismerk · Jeruzalemkruis · karbonkel · keizerskroon · keper · koek · kromstaf · kroon · krukkenkruis · kwartier · kwartileren · kwartierzoom · leeuw · markiezenkroon · merlet · molenijzer · motto · muurkroon · nassaublauw · natuurlijke kleur · Nederlandse leeuw · Nederlandse Maagd · ombrellino · ordeketen · palen · pentagram · pijlenbundel · raadselwapen · raaf · respectant · riddertoernooi · rijksbanier · rijkskleuren · rijksstandaard · rijkswapen · roos · Rudolfinische keizerskroon · Saksenros · Saladins Adelaar · scharlakenrood · schildhoofd · schildhouder · schildvoet · schildzoom · schoof · schuinbalk · schuinstreep sinister · sinister · sleutels van Petrus · socialistische heraldiek · sprekend wapen · stadskleuren · standaard · stedenmaagd · ster · tinctuur · vair · vermeerdering · vlag · vorstenhoed · vrijheidshoed · vrijkwartier · vrouwenwapen · wapen · wapenbelasting · Wapenboek Beyeren · Wapenboek Gelre · wapenbord · wapendiploma · wapendier · wapenkast · wapenkoning · wapenmantel · wapenrecht · wapenrol · wapenstier · wapentent · wassende en afnemende maan · Waterlandse zwaan · Westfriese boomwapens · wildeman · wolfsangel · wrong